# Талицкая волость (Усманский уезд)
Талицкая во́лость — административно-территориальная единица Усманского уезда Тамбовской губернии с центром в селе Талицкий Чамлык.
По состоянию на 1890 год состояла из 8 селений. Население — 11702 человека (5789 мужского пола и 5913 — женского), 1513 крестьянских и 193 прочих дворов.

## География
Волость расположена в центральной части Усманского уезда. Волостной центр находился в 55 верстах от г. Усмани.

## История
Образована в 1861  году.
Волостное управление на основании Общего положения о крестьянах 1861 года составляли:
1. Волостной сход;
2. Волостной старшина с волостным правлением;
3. Волостной крестьянский суд.

Волостные правления были ликвидированы постановлением Совнаркома РСФСР от 30 декабря 1917 года «Об органах местного самоуправления». Управление волости передавалось волостным съездам советов и волисполкомам.
Постановлением ВЦИК РСФСР от 4 января 1923 г. передана в состав Воронежской губернии.

## Населенные пункты

### Состав волости в конце XIX века
По данным Усманского земского собрания на 1886 год на территории волости располагались:
села:
- Талицкий Чамлык,
- Никольский Чамлык (Ливенский Чамлык),
- Шмаровка,
- Ереминка,
- Чуевка (Козловские высылки);

деревни:
- Георгиевская,
- Шмаровская Лука (Масловка),
- Сомовка,
- Добринка,
- Воскресенская,
- Введенская;

хутора:
- Павла Ивановича Пономарева,
- Петра Ивановича Бутырина,
- Николая Ивановича Хренникова[6].

В волости были 7 кирпичных заводов, 5 крупорушек, 7 кузниц, 35 ветряных мельниц, 4 маслобоек, 8 просорушек, 3 лавки, 6 постоялых дворов и харчевен, собственниками которых были крестьяне.

### Состав волости в 1914 г.

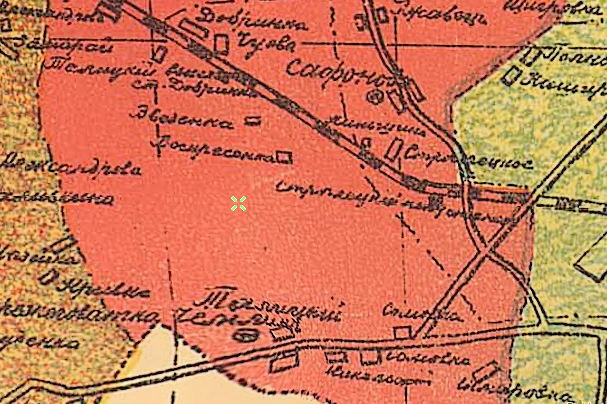
Карта из книги: "Адрес-календарь и справочная книжка Тамбовской губернии 1914 года

с. Талицкий Чамлык — 5481 жителей. Две земских и церковно-приходских школ, земская больница, аптека, аптекарский магазин, кредиторское товарищество, Воздвиженская ярмарка, базар по средам.
с. Никольский-Чамлык — 3710 жителей. Две земских и церковно-приходские школы.
с. Шмаровка 1518 жителей. Земская школа.
д. Сомовка — 950 жителей.
с. Ереминка — 1535 жителей. Земская и церковно-приходские школы.
д. Георгиевка — 9 жителей.
д. Суворовка - 27 жителей.
д. Добринка — 588 жителей. Двухклассная земская и церковно-приходские школы, сельская аптека, агрономический участок, случной пункт, два сельскохозяйственных склада (Усманского земства и Товарищества дома Болховитиновых), два страховых общества («Якорь» и «Россия»), базары по понедельникам, Успенская ярмарка (с 12 по 15 августа), Русско-Азиатский Банк.
д. Талицкие высылки — 764 жителей.
с. Чуевка — 790 жителей. Земская школа и кредитное товарищество.
д. Воскресеновка — 211 жителей. Земская школа.
д. Введенка — 77 жителей.
В 1918 году из состава волости вышли Добринка, Чуевка, Талицкие Высылки и Воскресенка, образовав самостоятельную Добринскую волость.